# Sphenomorphus knollmanae
Sphenomorphus knollmanae este o specie de șopârle din genul Sphenomorphus, familia Scincidae, descrisă de Brown, Ferner și Ruedas 1995. A fost clasificată de IUCN ca specie vulnerabilă. Conform Catalogue of Life specia Sphenomorphus knollmanae nu are subspecii cunoscute.